# Biscayne Bay
Die Biscayne Bay ist eine Meeresbucht des Atlantischen Ozeans im Südosten des US-Bundesstaates Florida. Die Bucht hat eine Gesamtfläche von etwa 1110 km².

## Geographie
Die Biscayne Bay ist Teil des Atlantic Intracoastal Waterway und dehnt sich auf etwa 80 km Länge und 15 km Breite entlang der Küste im Südosten Floridas aus. Im Norden beginnt die Bucht bei North Miami. Im Süden reicht die Bucht bis ans Ende von North Key Largo, an die Stelle, wo der Overseas Highway vom Festland kommend über die Jewfish Creek Bridge in Richtung Südwesten auf die Florida Keys führt. Der Highway markiert die Grenze zur sich im Südwesten anschließenden Florida Bay, die über kleine Kanäle mit der Biscayne Bay verbunden ist. Der Süden der Bucht besteht aus den Unterbuchten Card Sound, Barnes Sound und Manatee Bay. Die Card Sound Bridge  stellt wiederum die Grenze zwischen dem Card Sound und Barnes Sound dar. Der größte (überwiegend südliche) Teil der Bucht wird seit 1980 vom Biscayne-Nationalpark eingenommen und steht daher unter Schutz. 
Im Osten stellen von Nord nach Süd im Wesentlichen die Barriereinseln Miami Beach, Key Biscayne, Islandia und North Key Largo die Grenze zum Atlantik dar. Zwischen Key Biscayne und Islandia liegt eine Safety Valve genannte Untiefe, die die Bucht von den Strömungen des offenen Meers abtrennt.

## Geschichte
Der spanische Seefahrer Juan Ponce de León steuerte bei der Entdeckung Floridas im Jahre 1513 die Biscayne Bay an und nannte sie Chequescha. Im Jahr 1565 wurde die Bucht von Pedro Menéndez de Avilés nach dem dort lebenden Indianerstamm Tequesta benannt. Die Briten gaben der Bucht während ihrer Besatzung Floridas die Namen Cape River, Dartmouth Sound und Sandwich gulph. Auf einer Karte aus dem 17. Jahrhundert wurde die Bucht als Cayo de Biscainhos verzeichnet, was der wahrscheinliche Ursprung des heutigen Namens ist. Im 19. Jahrhundert wurde die Bucht zuerst Key Biscayne Bay und schließlich nur Biscayne Bay genannt.
Durch den Florida-Landboom in den 1920er Jahren kam es in der Region zu einem wirtschaftlichen Aufschwung, der die Bevölkerungszahlen rapide anwachsen ließ. Im Jahr 1947 wurde auf Virginia Key die Rosenstiel School of Marine and Atmospheric Science der University of Miami gegründet. In North Miami wurde 1977 der Biscayne Bay Campus der Florida International University errichtet.

## Infrastruktur

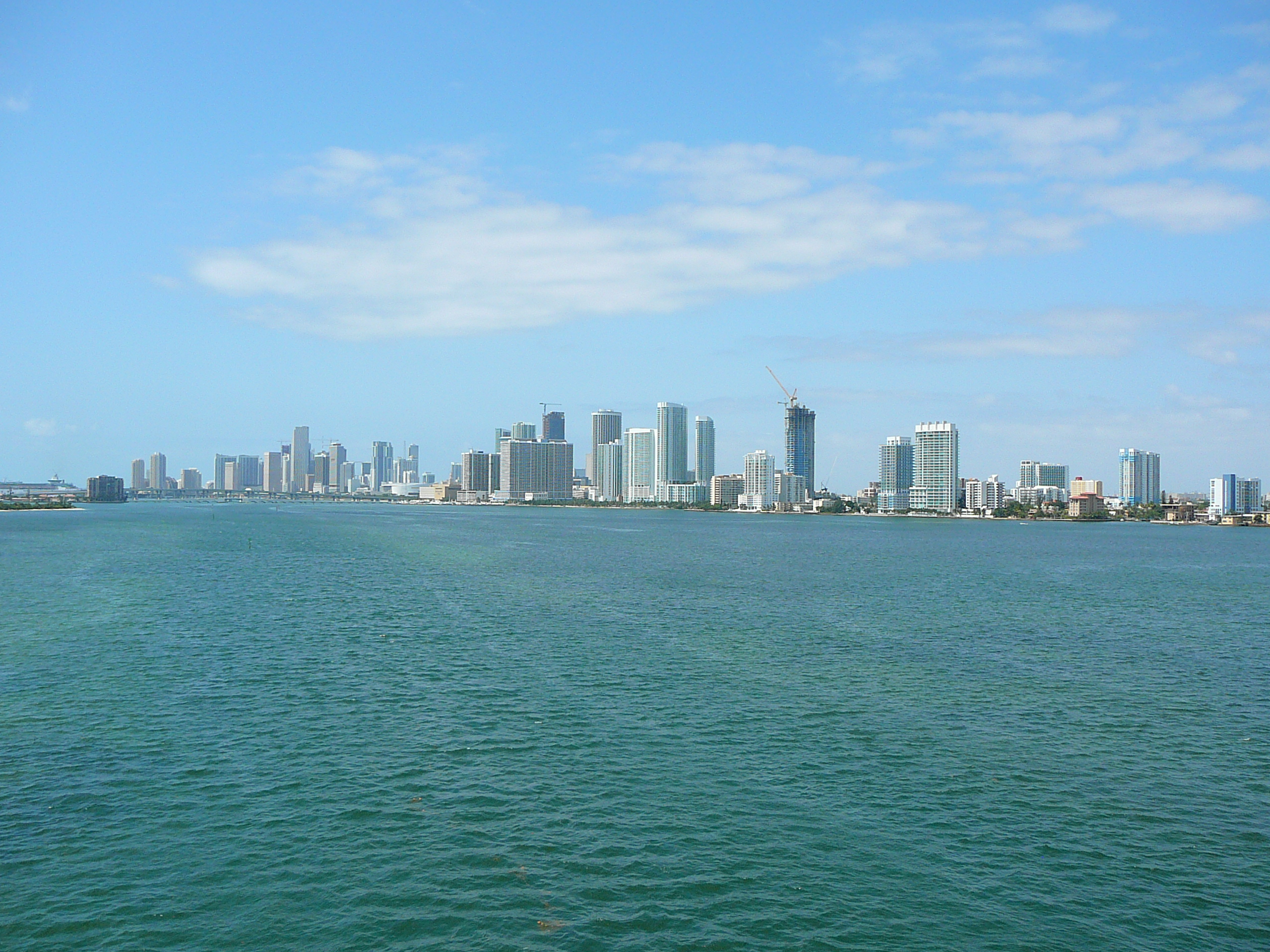
Biscayne Bay mit der Skyline von Miami

Die Besiedlung an den Ufern konzentriert sich auf den Norden der Bucht, die ein Teil der Metropolregion Miami um die Großstadt Miami ist. Der Hafen Miami, einer der größten Seehäfen weltweit, befindet sich in der Biscayne Bay. In der Umgebung wird die Bucht von einigen Bauwerken durchkreuzt:
- Broad Causeway (Brücke von North Miami nach Bay Harbor Islands, State Road 922)
- John F. Kennedy Causeway (Brücke von Miami über North Bay Village nach Miami Beach, State Road 934)
- Julia Tuttle Causeway (Damm/Brücke von Miami nach Miami Beach, Interstate 195/State Road 112)
- Venetian Causeway (Brücke von Miami über die Venetian Islands nach Miami Beach, mautpflichtig)
- MacArthur Causeway (Damm/Brücke von Miami nach Miami Beach, State Road A1A)
- Dodge Island Bridge (Brücke von Miami nach Dodge Island (Hafen Miami), State Road 886)
- Port of Miami Tunnel (Tunnel von Watson Island nach Dodge Island, Eröffnung 2014)
- Rickenbacker Causeway (Damm/Brücke von Miami nach Key Biscayne, State Road 913)